# هومبيرتو لوغو جيل
هومبيرتو لوغو جيل (بالإسبانية: Humberto Lugo Gil)‏ هو سياسي مكسيكي، ولد في 4 مايو 1934 في المكسيك، وتوفي في 9 مايو 2013 في مدينة مكسيكو في المكسيك. حزبياً، نشط في الحزب الثوري المؤسساتي. وقد انتخب عضو مجلس النواب المكسيك.